# 昭公 (許)
昭公（しょうこう、? - 紀元前582年）は、春秋時代の諸侯国の許の君主の一人。姓は姜、名は錫我。在位期間は紀元前620年から紀元前582年とされている。